# Stadsarkitekter i Sundsvall
Den första stadsarkitekten i Sundsvall var Birger Oppman, som under sin tid ritade Sundsvalls stadshus. Under 1800-talet kom Appelberg och Gyllencreutz. Per Appelberg var stadsarkitekt med Knut Gustaf Gyllencrutz som medhjälpare. De båda drev tillsammans arkitektfirman Appelberg & Gyllencreutz. Efter Appelbergs bortgång 1891 blev Gyllencreutz tillförordnad stadsarkitekt fram till att Sven Malm, son till Norrköpings stadsarkitekt Carl Theodor Malm ta över posten.
Gustaf Hermansson kom att rita många av de byggnader som tillkom i Stenstan efter stadsbranden 1888.

## Lista över stadsarkitekter i Sundsvall
| Nr | Namn                     | född - död | Stadsarkitekt mellan           |
| -- | ------------------------ | ---------- | ------------------------------ |
| 1  | Birger Oppman            | 1818-1876  | 1860-1864                      |
| 2  | Johan August Mesch       | 1824-1884  | 1865-1883                      |
| 3  | Carl Adam Lindmark       | 1860-1842  | 1883-1885                      |
| 4  | Per Appelberg            | 1837-1891  | 1886-1891                      |
| 5  | Knut Gustaf Gyllencreutz | 1851-1937  | 1891-1892 (t.f. stadsarkitekt) |
| 6  | Sven Malm                | 1844-1895  | 1892-1895                      |
| 7  | Gustaf Hermansson        | 1864-1931  | 1896-1897                      |
| 8  | Natanael Källander       | 1867-1940  | 1898-1937                      |
| 9  | Albin Hamrin             | 1903-1982  | 1938-1954                      |
| 10 | Hans Schlyter            | 1910-1980  | 1955-1971                      |
| 11 | Bengt Bygdén             |            | 1971-2001                      |
| 12 | Anita Forslin            |            | 2001-2012                      |

Stadsarkitekter i Sundsvall mellan 1860 och 2013
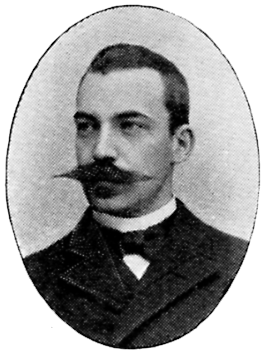
Gustaf Hermansson